# Daïra de Mazouna
La daïra de Mazouna est une circonscription administrative algérienne située dans la wilaya de Relizane. Son chef-lieu est situé sur la commune éponyme de Mazouna.
La daïra regroupe les deux communes de Mazouna et El Guettar.